# 蘭德馬克 (密蘇里州)
蘭德馬克（英語：Landmark）是位於美國密蘇里州霍華德縣的鬼鎮。

## 歷史
蘭德馬克的郵局於1856年設立，1872年關閉後又於1899年重啟，最終於1915年停運。

## 地理
蘭德馬克所處的海拔為高於海平面239米（即784英呎），而該地所採用的時區為UTC-6，即北美中部時區（CST）。同時該地設有夏令時間，為UTC-6調快一小時，即UTC-5（CDT）。